# Харківський національний університет мистецтв імені Івана Котляревського

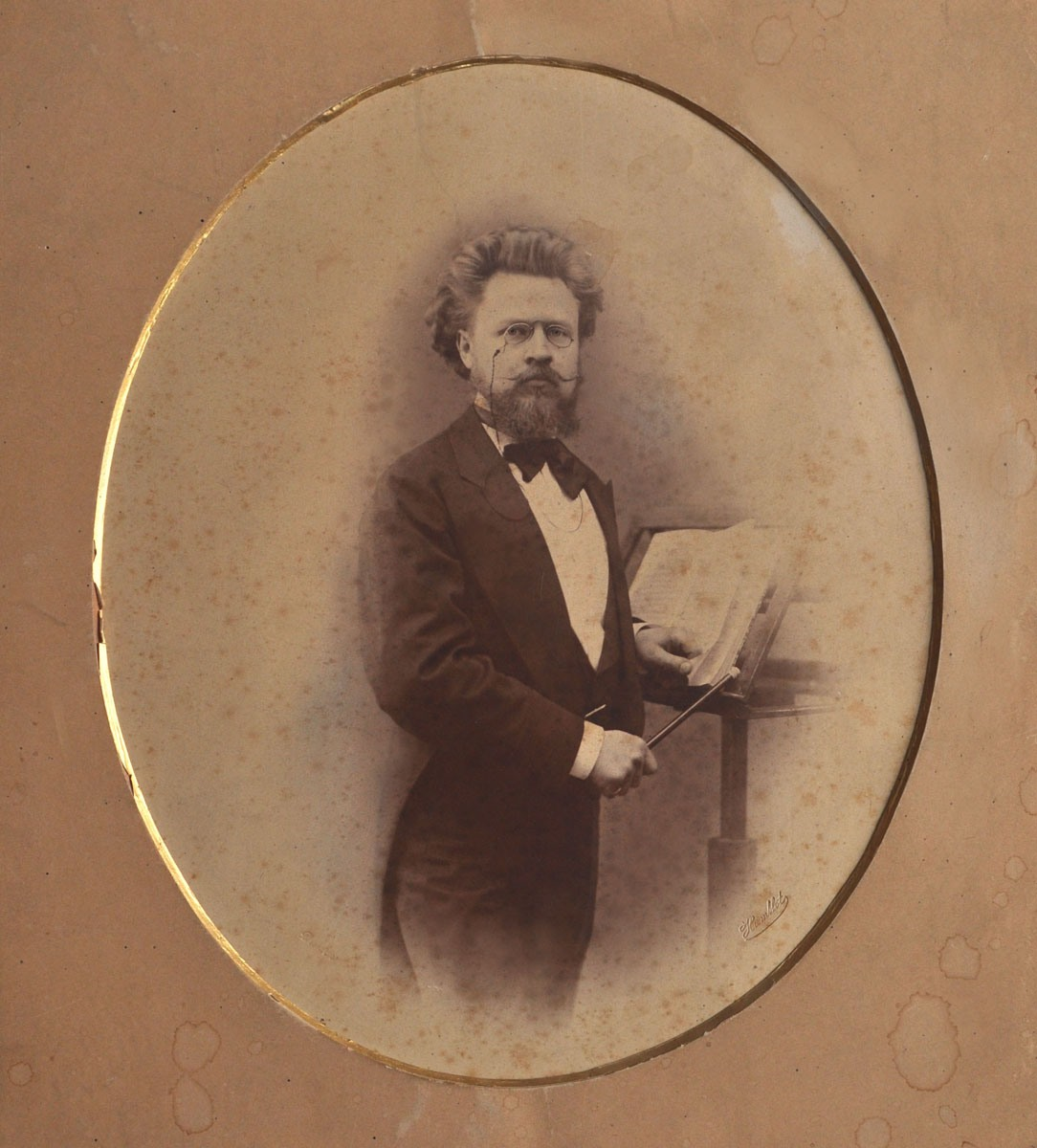
Перший директор — І. Слатін (Фото з архіву Ю. Щербініна)

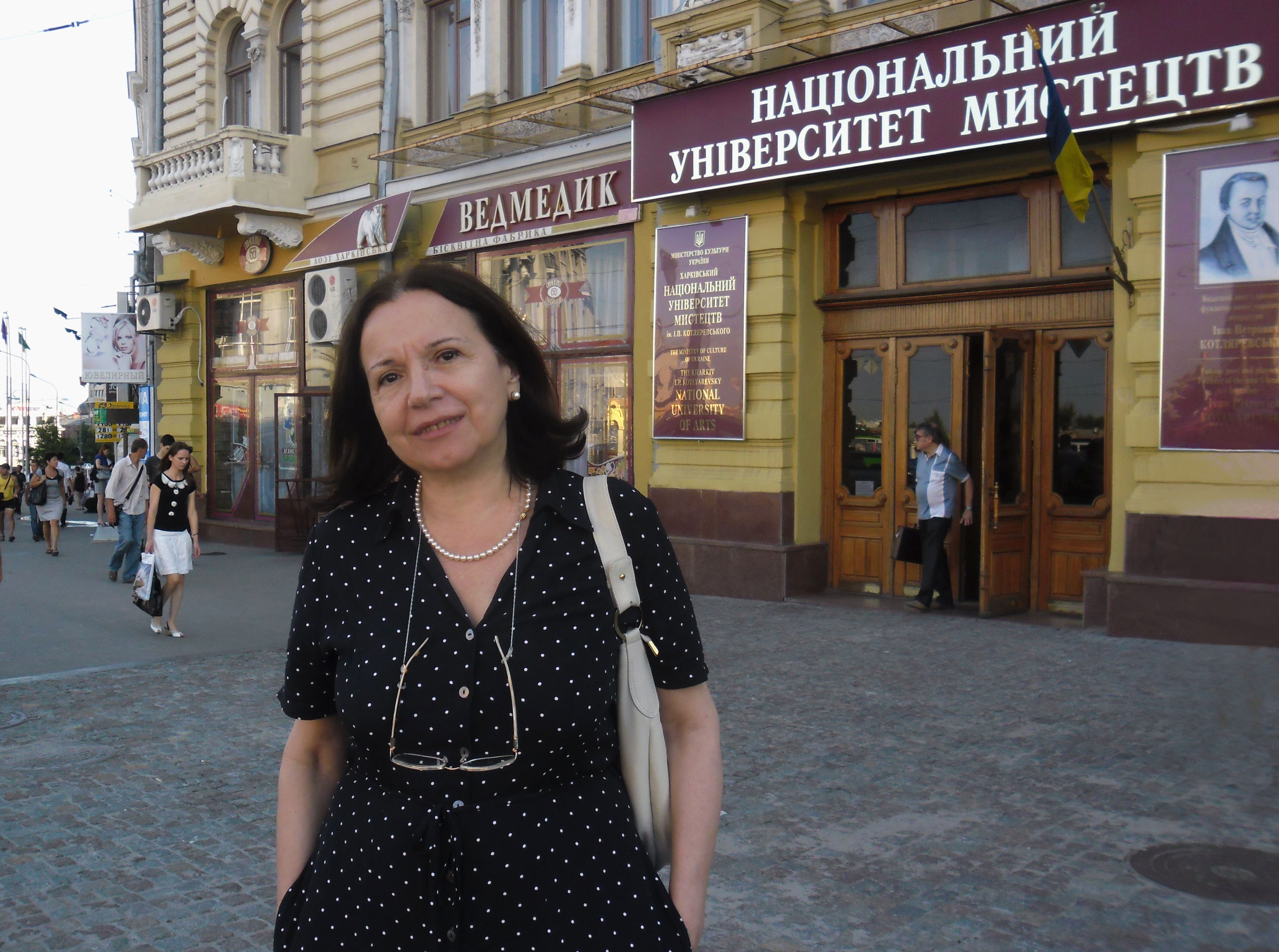
Ректор (2004—2020 рр.) — Т. Вєркіна (фото Г. Ганзбурга)

Харківський національний університет мистецтв імені І. П. Котляревського — державний заклад вищої освіти IV рівня акредитації, підпорядкований Міністерству культури та стратегічних комунікацій України, розташований у Харкові.

## Історія

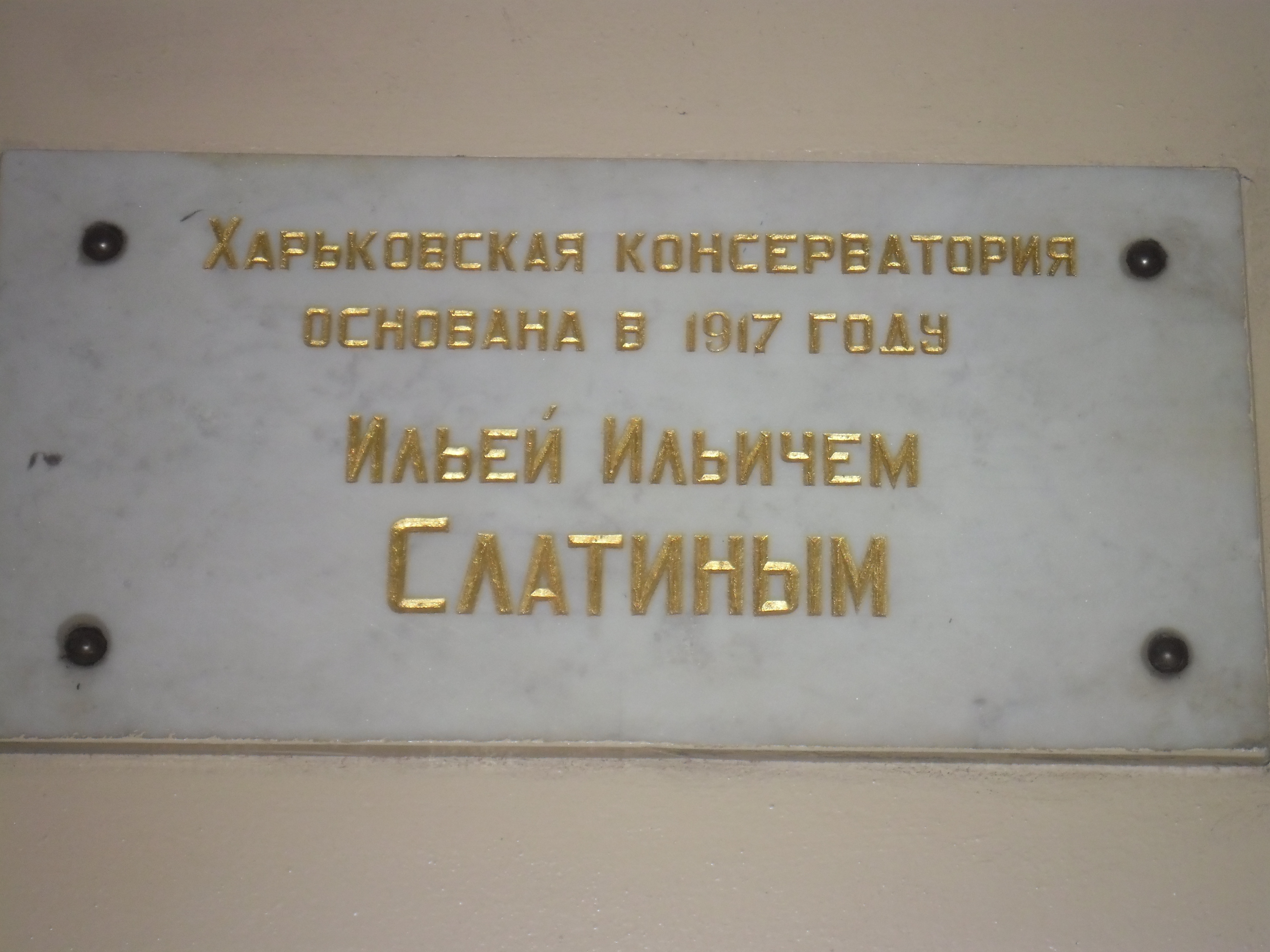

ЗВО утворено в 1917 році як Харківська консерваторія на базі музичного училища, що існувало з 1883 року під егідою Харківського відділення Імператорського російського музичного товариства. 1924 року Консерваторію перетворено на Музично-драматичний інститут, з якого 1934 виділено музичний факультет і на його основі знову створено Консерваторію. Паралельно, на базі музично-театрального інституту постала театральна школа, яка 1939 року була перетворена у державний театральний інститут.
Харківська державна консерваторія діяла до 1963 р. і мала 8 факультетів: фортепіано, оркестрові і народні інструменти, спів, хорове диригування, музикознавство, композиція, музичні дослідження. Також існували вечірній і заочний відділи. Серед викладачів Харківської консерваторії був С. Богатирьов, який виховав ціле покоління композиторів. Його учнями були: Д. Клебанов, М. Коляда, Ю. Мейтус, В. Нахабін, М. Тіц, М. Фоменко, А. Штогаренко тощо.
Харківський державний театральний інститут також діяв до 1963 року, найдовше в інституті працювали І. Мар'яненко (1925—34; 1934—41 і 1944—61), згодом М. Крушельницький (1944—1961).
У 1963 році консерваторія і театральний інститут були перетворені на окремі музичні і театральні факультети у складі новоствореного Харківського державного інституту мистецтв ім. І. П. Котляревського. 17 березня 2004 р. Розпорядженням Кабінету Міністрів України № 143-р «Про реорганізацію Харківського державного інституту мистецтв імені І. П. Котляревського» інститут реорганізовано в Харківський державний університет мистецтв ім. І. П. Котляревського.

### Ректори та директори
1. Слатін Ілля Ілліч (1917—1919)
2. Корещенко Арсеній Миколайович (1919—1920)
3. Луценко Павло Кіндратович (1921—1922)
4. Рославець Микола Андрійович (1922—1924)
5. Полфьоров Яків Якович (1924—1925)
6. Дремцов Сергій Прокопович (1925—1927)
7. Грудина Дмитро Якимович (1927—1934)
8. Дьяковська Н. Р. (1934—1941)
9. Богатирьов Семен Семенович (1941 — травень-жовтень)
10. Комаренко Володимир Андрійович (1941—1944)
11. Борисов Валентин Тихонович (1944—1949)
12. Курочкін Ф. Я. (1949—1951)
13. Лебединець А. Д. (1951—1962)
14. Нахабін Володимир Миколайович (1962—1967)
15. Корнієнко Василь Степанович (1967—1975)
16. Авер'янов Георгій Борисович (1975—1991)
17. Ігнатченко Георгій Ігоревич (1991—2003)
18. Вєркіна Тетяна Борисівна (2004—2020)
19. Говорухіна Наталія Олегівна (з 2021)

## Структура, спеціальності
Навчальний процес забезпечують 23 кафедри.
Спеціальності:
- Фортепіано, орган
- Музикознавство
- Композиція
- Оркестрові струнні інструменти
- Оркестрові духові та ударні інструменти
- Народні інструменти України (бандура, цимбали, домра, кобза, баян, акордеон, балалайка, гітара)
- Хорове диригування
- Оперно-симфонічне диригування
- Академічний спів
- Музичне мистецтво естради (інструменталісти, вокалісти)
- Акторське мистецтво драматичного театру і кіно
- Акторське мистецтво театру ляльок
- Режисура драматичного театру
- Режисура театру ляльок
- Театрознавство

Університет здійснює підготовку здобувачів на третьому (освітньо-творчому та освітньо-науковому) рівні вищої освіти за спеціальністю 025 Музичне мистецтво.

## Бібліотека
У довоєнний період бібліотечний фонд становив близько 50 000 примірників книг, нот і періодики. Частина цього фонду була знищена під час Німецько-радянської війни.
У фонді бібліотеки є рідкісні книги та ноти видань кінця XIX — початку XX сторіч. Зберігається окремо колекція книг та нот І. М. Міклашевського (1882—1959), в якій є багато рідкісних старовинних видань. У цілому в бібліотеці налічується понад 200 рідкісних і цінних примірників.

## Дитяча філармонія
З 1 червня 2013 року в університеті відбувся перший концерт Дитячої філармонії, присвячений до Дня захисту дітей.

## Спеціалізовані Вчені ради із захисту дисертацій
В Університеті діє спеціалізована Вчена рада К 64.871.01 по захисту дисертацій за напрямом «Мистецтвознавство» зі спеціальності 17.00.03 «Музичне мистецтво», працюють разові ради із захисту докторів філософії, докторів мистецтва (спеціальність 025 - Музичне мистецтво)

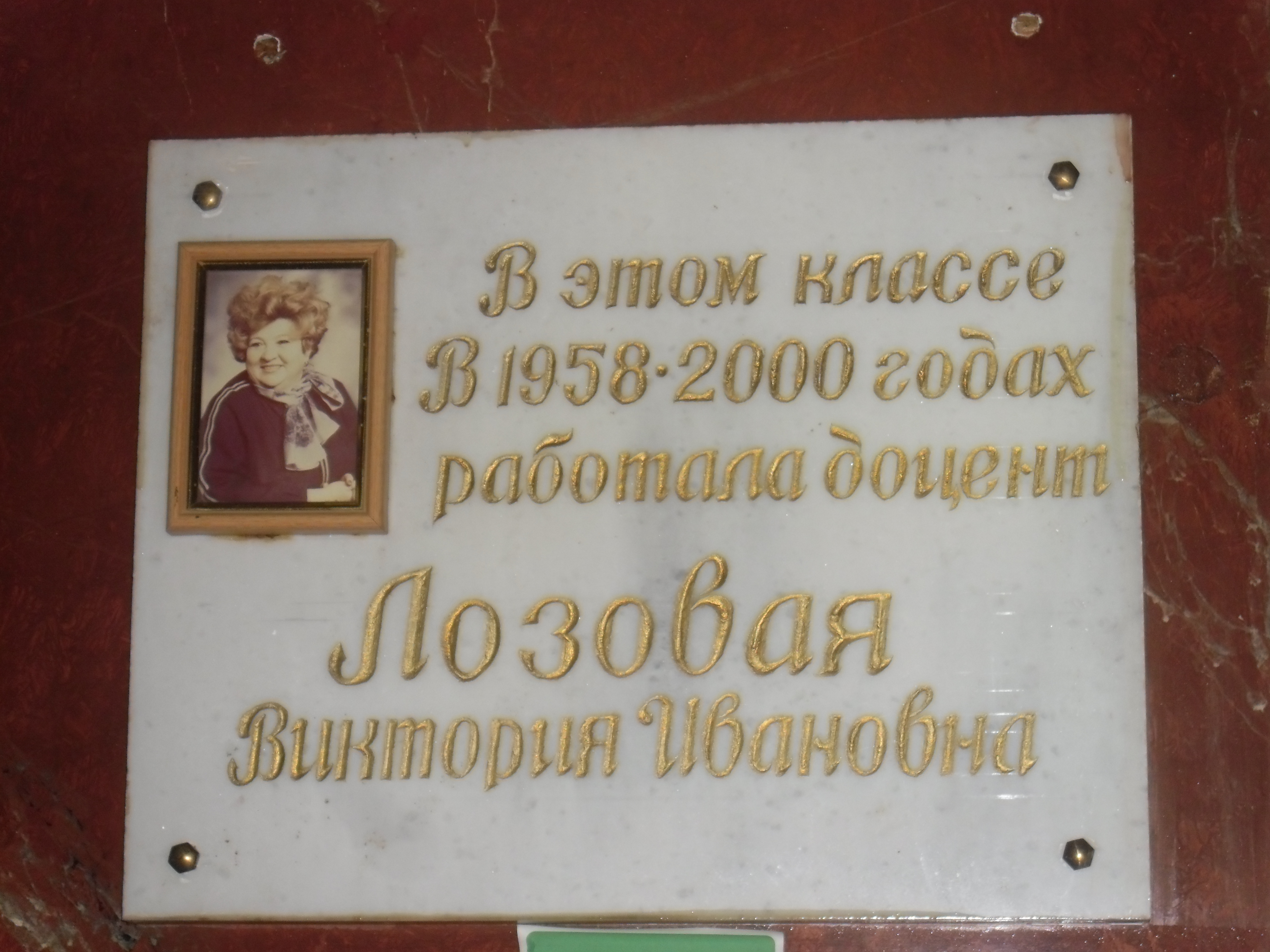

## Відомі педагоги
- Адлер Герман Бертольдович
- Аннічев Олександр Єгорович
- Аркадін-Школьник Олександр Аркадійович
- Арцемюк Олександра Володимирівна
- Богатирьов Семен Семенович
- Важньова Людмила Андріївна
- Вєркіна Тетяна Борисівна
- Веске Тамара Яківна
- Горовиць Регіна Самійлівна
- Гусман Ізраїль Борисович
- Дорошенко Костянтин Леонтійович
- Іванова Ірина Леонідівна
- Кравцов Тарас Сергійович
- Лещинський Адольф Арнольдович
- Літко Анатолій Якович
- Логвинова Ніна Романівна
- Луценко Павло Кіндратович
- Людмилін Анатолій Олексійович
- Міщенко Олександр Володимирович
- Назаренко Олександр Іванович
- Нахабін Володимир Миколайович
- Пірадов Володимир Йосипович
- Підгорний Володимир Якович
- Полтавцева Галина Борисівна
- Розенштейн Яків Абрамович
- Ривіна Ірина Анатоліївна
- Садовський Леонід Вікторович
- Тольба Веніамін Савелійович
- Цуркан Людмила Георгіївна
- Чемезов Микита Леонтійович
- Штейман Ізраїль Соломонович
- Болдирєв Володимир Олександрович

## Відомі випускники

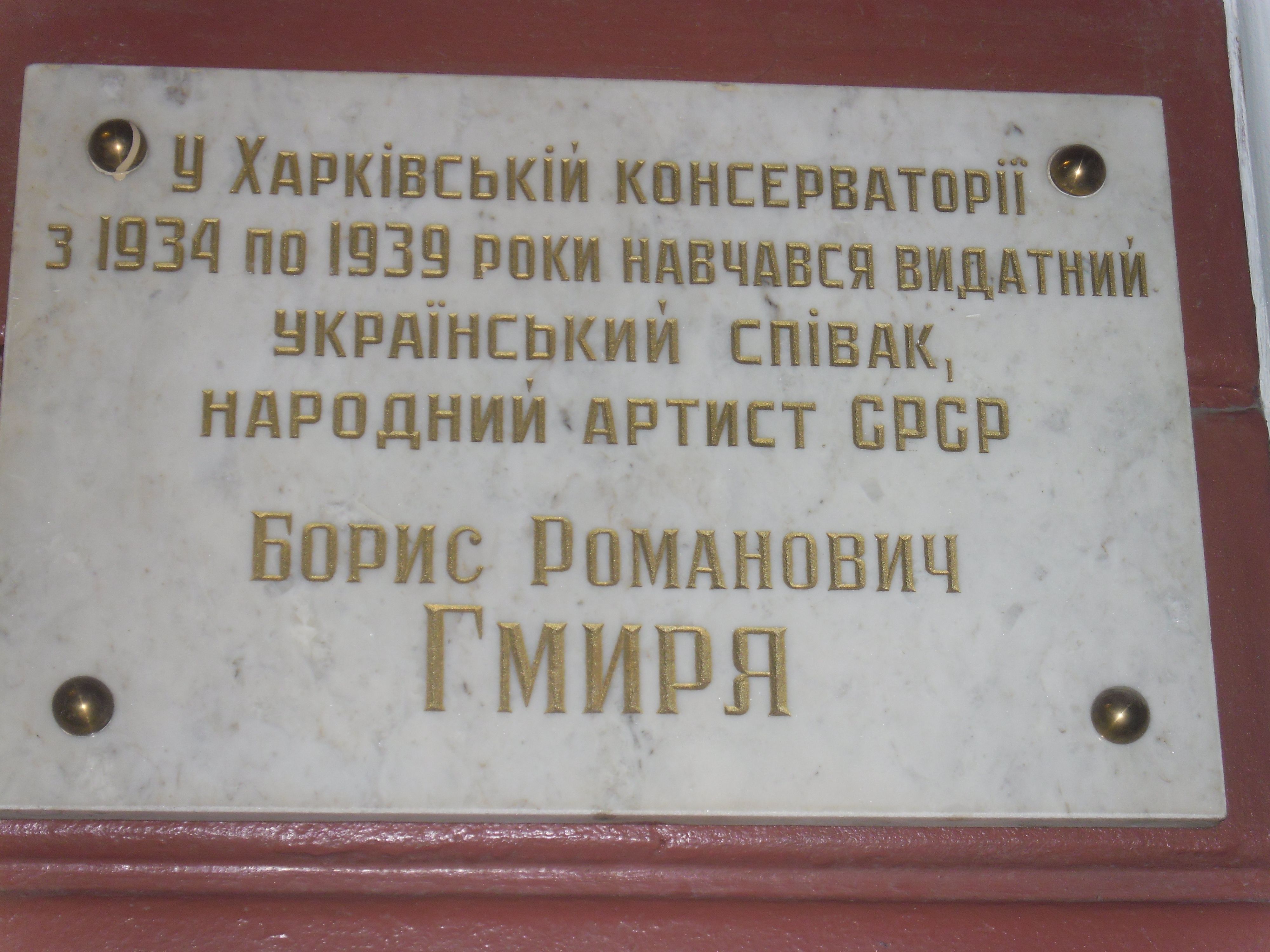
Меморіальна дошка Б. Гмирі

- Бібік Валентин Савич — композитор
- Бернат Ференц — гітарист, композитор
- Білоцерківський Валентин Михайлович — скрипаль, педагог
- Борисов Валентин Тихонович — композитор
- Булгаков Лев Миколайович — композитор
- Вєркіна Тетяна Борисівна — піаністка, Народна артистка України
- Гайдамака Петро Данилович — композитор
- Гнатовська Олена Борисівна — композитор, піаністка, педагог.
- Ганзбург Григорій Ізраїлевич — музикознавець
- Горецька Наталія Вікторівна — піаністка
- Гмиря Борис Романович — співак, народний артист СРСР
- Гончаренко Марина Анатоліївна — хоровий диригент, співачка
- Губаренко Віталій Сергійович — композитор
- Донник Лариса Іванівна - композитор
- Дорошенко Костянтин Леонтійович — диригент
- Іванова Ірина Леонідівна — музикознавець
- Ізотова Любов Андріївна (навчалася в 1970—1975 рр. на факультеті сольного співу в класі доцента М. М. Долідзе)
- Іцкович Ольга Григоровна — піаністка
- Запорожан Дмитро Віталійович — співак
- Калабухін Анатолій Васильович — диригент
- Кармінський Марко Веніамінович — композитор
- Кравцов Тарас Сергійович — музикознавець, композитор
- Клебанов Дмитро Львович — композитор
- Колодуб Левко Миколайович — композитор
- Ладенко Ігор Львович — театральний режисер, викладач ХНУМ імені І.П. Котляревського, режисер і художній керівник харківського «Театру 19»
- Лицканович Олена Федорівна — актриса
- Лозова Вікторія Іванівна — піаністка
- Манойло Микола Федорович — співак
- Міщенко Олександр Володимирович — баяніст
- Михайличенко Олег Володимирович — педагог, культуролог
- Мужчиль Віктор Степанович — композитор
- Назаренко Олександр Іванович — баяніст, диригент
- Нахабін Володимир Миколайович — композитор

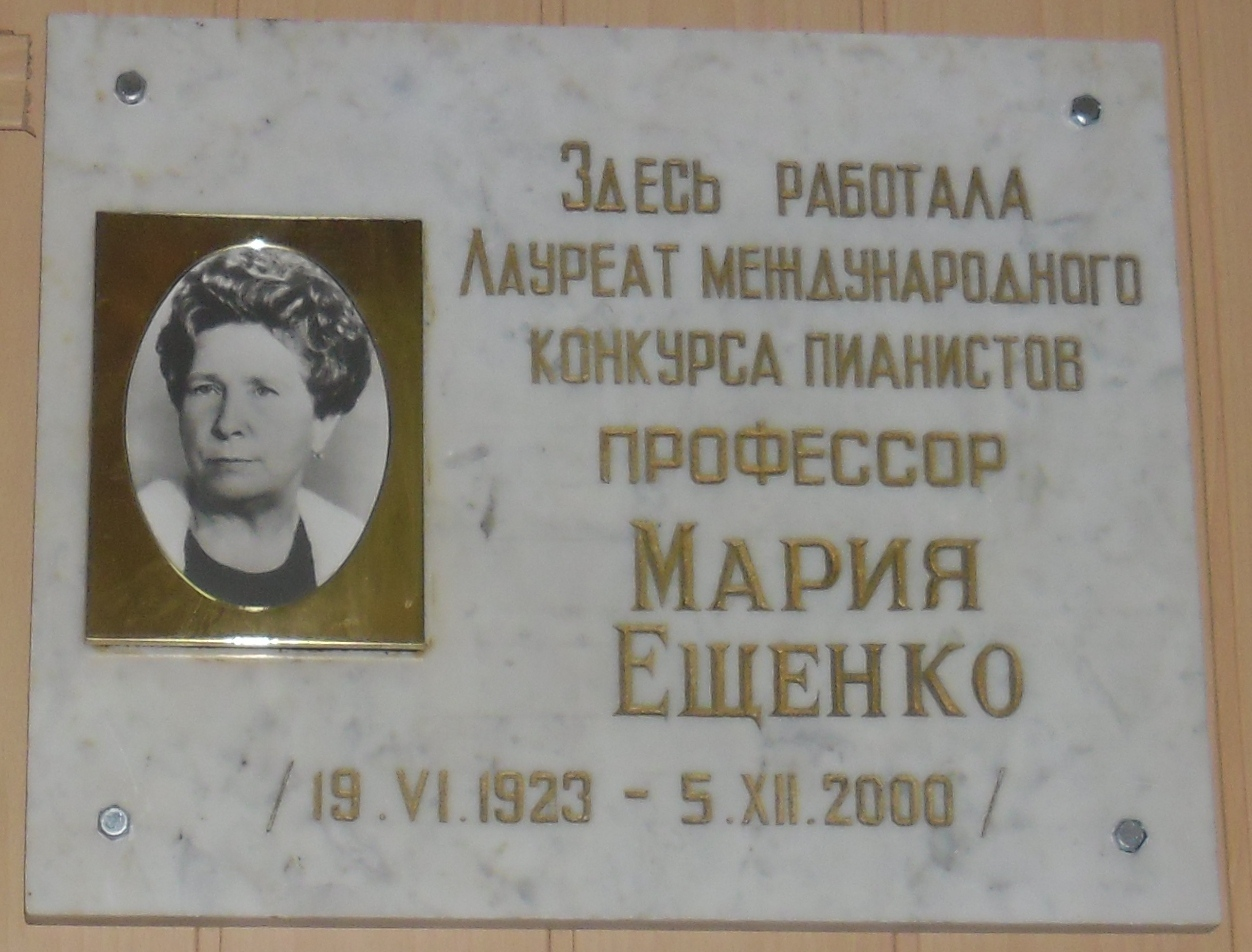

- Отюгов Сергій Миколайович (01 серпня 1956 — 24 серпня 2018) року — музикант, викладач музики, диригент вищої категорії оркестру управління МВС України у Вінницькій області, художній керівник Міського естрадно-духового оркестру «ВінБенд», головний диригент — художній керівник обласного естрадно-духового оркестру «Подоляни», заслужений діяч мистецтв України
- Підгорний Володимир Якович — баяніст, композитор
- Покотило Михайло Федорович — актор
- Птушкін Володимир Михайлович — композитор, Народний артист України
- Садовський Леонід Вікторович — педагог, театральний режисер, завідувач кафедри майстерності актора ХНУМ імені І. П. Котляревського, засновник і художній керівник «Майстерні 55» заслужений діяч мистецтв України, доцент.
- Садовський Роман Леонідович – режисер.
- Саранчін Олексій Тарасович — композитор, джазовий піаніст, викладач
- Севастьянов Борис Олександрович — композитор
- Сердюк Лесь Олександрович (1940—2010) — український актор. Заслужений артист УРСР (1982). Народний артист України (1996)
- Снєдков Ігор Іванович — акордеоніст, Заслужений діяч мистецтв України
- Субачев Віктор Михайлович — співак (баритон), Народний артист України
- Тимченко Віра Андріївна — заслужена діячка мистецтв України, режисерка-постановниця Чернігівського обласного академічного українського музично-драматичного театру ім. Т. Шевченка (1988-2021 рр.).
- Тіц Михайло Дмитрович — композитор
- Тольба Веніамін Савелійович — диригент
- Топчій Марко — гітарист
- Тюменєва Галина Олександрівна — музикознавець
- Тягнієнко Михайло Іванович — актор
- Урицький Михайло Якович — режисер театру ляльок
- Фінаровський Григорій Абрамович — композитор
- Хорунжий Володимир Петрович — актор Сумського театру для дітей та юнацтва, Народний артист України
- Холоденко Леонід Олексійович — скрипаль
- Цвєтков Ігор Аркадійович (1935—2000) — радянський, російський композитор, Заслужений діяч мистецтв РРФСР (1988), професор
- Черкашина-Губаренко Марина Романівна — музикознавець
- Черняк Галина Михайлівна — українська актриса, кінорежисер
- Чубарева Ольга Олексіївна — співачка (сопрано), Народна артистка України
- Щербінін Юрій Леонідович — музикознавець
- Щетинський Олександр Степанович — композитор
- Яровинський Борис Львович — композитор
- Ярошенко Лаврентій Артемович — співак

## Ювілеї та пам'ятні дати
У 2017 році на державному рівні в Україні відзначався ювілей — 100 років з часу заснування Харківського національного університету мистецтв імені І. П. Котляревського (вересень 1917).